# Girard-Perregaux
 (juillet 2016).
 (février 2023).
Girard-Perregaux est une manufacture de haute horlogerie suisse, dont les origines remontent à 1791, située à La Chaux-de-Fonds.
Girard-Perregaux développe et produit le coeur de la montre, c’est-à-dire son mouvement. La Manufacture est à l'origine de plus de 100 brevets déposés dans le domaine horloger et de plusieurs concepts innovants, comme l'Échappement Constant dont les premiers prototypes ont été dévoilés au public en 2008, puis commercialisés en 2013.

## Histoire

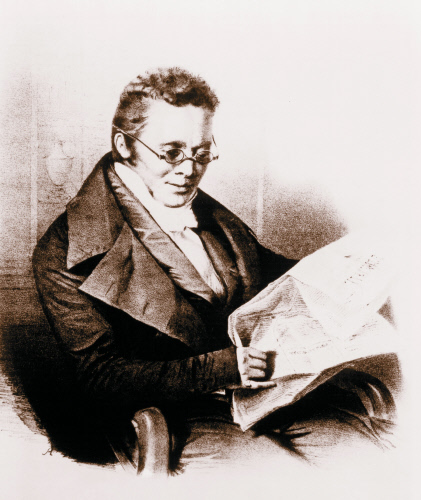
Portrait du fondateur à l'origine de Girard-Perregaux, Jean-François Bautte, né le 22 mars 1772 à Genève, décédé le 30 novembre 1837 à Genève.

Né à Genève le 22 mars 1772, Jean-François Bautte apprend tout d’abord le métier de monteur de boîtes puis devient successivement guillocheur, horloger et orfèvre. Il signe ses premières montres en 1791, à l'âge de 19 ans. Horloger de talent, Jean-François Bautte se fait connaître pour ses modèles de montres extra-plates. De manière innovante pour l’époque, il fonde une société manufacturière abritant tous les métiers de l'horlogerie. Jean-François Bautte accueille ainsi de prestigieux visiteurs comme la future reine Victoria. Industriel astucieux et homme d’affaires averti, il commerce avec les cours européennes qui lui permettent, année après année, d’asseoir sa réputation.   
En 1837, Jacques Bautte et Jean-Samuel Rossel prennent la succession de Jean-François Bautte qui leur lègue en héritage son patrimoine industriel. Quelques années plus tard, Jean-Samuel Rossel poursuit l’aventure secondé par son fils. Leurs travaux dans le domaine de la chronométrie sont alors régulièrement récompensés lors d’expositions internationales.
En 1852, l’horloger Constant Girard  fonde à La Chaux-de-Fonds la maison Girard & Cie. Il épouse ensuite, deux ans plus tard, Marie Perregaux (1831-1912). La Manufacture Girard-Perregaux naît de l'union de leurs deux noms en 1856. Les trois frères de Marie Perregaux, Henri (1828-1893), François (1834-1877) et Jules (1838-1903), s'investissent également dans l'entreprise : Henri et Jules en la représentant dans les deux Amériques, et François en Asie. François Perregaux s’installe en 1860 à Yokohama et devient ainsi le premier négociant horloger suisse à s’installer au Japon, quelques années avant la signature du traité d’amitié et de commerce qui unit la Confédération au Pays du Soleil Levant. Il est d’ailleurs enterré à Yokohama.
En 1906, Constant Girard-Gallet, qui a succédé à son père aux commandes de la Manufacture, reprend la Maison Bautte et la fusionne avec Girard-Perregaux & Cie,. 
La marque poursuit ses activités en renforçant dès les années 1980 son positionnement dans le domaine des montres mécaniques de prestige, sous la direction de la famille de l’horloger allemand Otto Graef. La Manufacture développe ensuite sa logique manufacturière sous l’impulsion de son nouveau patron Luigi Macaluso et introduit en 1994 une nouvelle famille de calibres ultraplats respectivement nommés GP3000 et GP3100.
En 2011, Girard-Perregaux est racheté par le groupe PPR, devenu Kering en 2013.
En 2013, Girard-Perregaux reçoit l'Aiguille d'or du Grand Prix de l’Horlogerie de Genève pour l’Echappement Constant L.M. La montre se voit remettre aussi le prix « Montre de l’année 2013 » par Time Zone.
En 2022, le groupe Kering cède Ulysse Nardin et Girard-Perregaux à la direction des deux marques. Girard-Perregaux et Ulysse Nardin forment désormais un conglomérat de marques horlogères indépendantes.
En 2022, Girard-Perregaux travaille pour la première fois avec l’écurie AMF1 et crée un nouveau modèle doté de deux innovations et qui inclut des matériaux issus de voitures ayant couru pendant la saison 2021. La montre est équipée d’un boîtier de 44 mm conçu en poudre de titane et en éléments de carbone issus de deux monoplaces de F1 ayant couru la saison 2021. Le bracelet est une autre première mondiale. Il est fabriqué en Rubber Alloy GP, un composé de caoutchouc, carbone et titane.

## Brevets

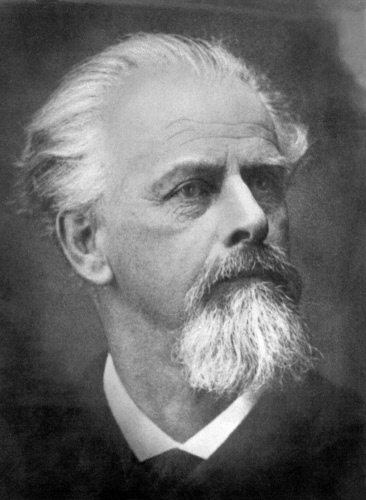
Constant Girard (1825-1903), horloger, La Chaux-de-Fonds.

La Manufacture est à l’origine de plus de 100 brevets déposés dans le domaine horloger et de plusieurs concepts innovants. En 1880, Constant Girard développe un concept de montres-bracelets destinées aux officiers de la marine allemande et commandées par l'empereur Guillaume Ier d'Allemagne. Deux mille montres sont produites, ce qui représente la première commercialisation importante de montres-bracelets. Il faudra cependant attendre le siècle suivant pour que la montre-bracelet détrône la montre de poche. 
En 1884, Constant Girard dépose sur le territoire américain, auprès de l’United States Patent Office, un brevet sur un mouvement à trois ponts parallèles. Le mouvement n’est plus seulement un élément technique mais fait partie intégrante du design. En 1889, Constant Girard présente « La Esmeralda », le tourbillon sous trois ponts d'or primé lors de l'Exposition universelle de Paris la même année. Cette montre de poche a été offerte au président du Mexique Porfirio Díaz à la fin du XIXe siècle.
En 1966, Girard-Perregaux conçoit le premier mouvement mécanique à haute fréquence, dont le balancier bat à 36000 alternances/heure : le Gyromatic HF. En 1967, 70 % des certificats de chronomètres délivrés par l’Observatoire de Neuchâtel sont attribués aux Chronomètres Haute Fréquence Girard-Perregaux. En 1970, Girard-Perregaux présente la première montre à quartz suisse de production industrielle dont le quartz vibre à 32 768 hertz, fréquence aujourd’hui universellement reprise par les fabricants.
En 2008, la marque présente au Salon International de la Haute Horlogerie le prototype d’un échappement à force constante totalement différent des échappements connus jusque-là, l'Échappement Constant, dont le composant principal est une lame flambée en silicium plus fine qu'un cheveu. Cette lame est utilisée comme micro-accumulateur d'énergie pour entretenir de manière constante les oscillations du balancier-spiral malgré l'énergie variable délivrée par le barillet.
En 2013, Girard-Perregaux utilise l'élasticité du silicium dans la montre Échappement Constant L.M. Trois brevets protègent cette innovation qui permet d'atteindre une réserve de marche d'une semaine à l’aide de ses deux barillets. 
En 2019, à l’occasion du Salon international de la haute horlogerie, Girard-Perregaux présente le Carbon Glass, un nouveau matériau cent fois plus résistant que l'acier qui associe des fibres de verre au carbone.

## Manufacture

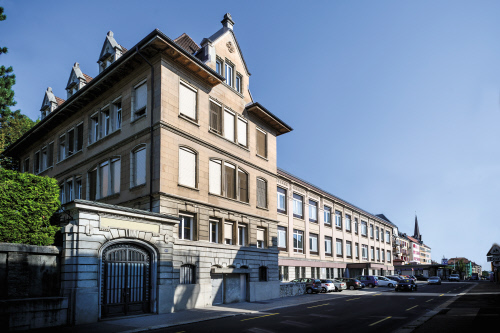
Bâtiment historique du cœur de La Chaux-de-Fonds abritant la Manufacture Girard-Perregaux.

La Manufacture Girard-Perregaux conçoit et développe ses propres mouvements. Elle dispose d'une large collection de mouvements haute horlogerie, dont le tourbillon sous trois ponts d’or est la pièce emblématique, et d'une gamme complète de mouvements mécaniques à remontage automatique (GP2700, GP3200, GP3300 et GP1800), qui peuvent équiper tous les types de montres, servent de base pour des constructions modulaires de mécanismes à complications.  
Les collections les plus célèbres de la Manufacture sont : Vintage 1945, qui offre une déclinaison de boîtiers rectangulaires, 1966 et Laureato, inspirées des innovations marquées par le département de Recherche & Développement de Girard-Perregaux et Cat's Eye, une ligne féminine,. La collection de haute horlogerie reprend quant à elle les grandes complications et les pièces particulières de la Manufacture, tels que le tourbillon sous trois ponts d'or, l'Échappement Constant et la haute joaillerie. 

## Direction
En août 2018, Patrick Pruniaux, alors dirigeant d’Ulysse Nardin, est nommé directeur général des maisons horlogères suisses du groupe Kering. Il prend, de ce fait, la direction de Girard-Perregaux.

## Partenariats
En 2021, la Manufacture noue un partenariat avec Aston Martin Lagonda et Aston Martin Formula One. À l’occasion de ce partenariat, les deux maisons collaborent ensemble et produisent deux montres. Girard-Perregaux apparaît aussi sur les voitures de la team Aston Martin Cognizant Formula OneTM️.
Ce partenariat s’inscrit dans la continuité de partenariats automobiles, initiés par Luigi Macaluso qui avait signé un partenariat de 10 ans avec Ferrari dans les années 90. Le président de la Manufacture a été parmi les premiers dans l’horlogerie à explorer l’association automobile et horlogerie.

## Œuvres caritatives
En 2012, Girard-Perregaux soutient le gala de bienfaisance Red Ball de la Fight Cancer Foundation à Melbourne (Australie).
La même année, la Manufacture s’associe à Kobe Bryant et soutient la Kobe and Vanessa Bryant Family Foundation, qui vise à améliorer la vie de jeunes et de familles dans le besoin.
L’année suivante, lors de la vente aux enchères Only Watch 2013 présidée par le Prince Albert II de Monaco en faveur de la recherche contre la myopathie de Duchenne, Girard-Perregaux dévoile la Girard-Perregaux Chrono Hawk Only Watch 2013. Girard-Perregaux continue jusqu’à ce jour à soutenir la vente Only Watch.

## Distinctions
En 2013, Girard-Perregaux reçoit l'Aiguille d'or du Grand Prix de l’Horlogerie de Genève pour l’Échappement Constant L.M. Celui-ci obtient aussi le prix « Montre de l’année 2013 » par Time Zone.
En 2016, la Manufacture se voit décerner deux prix, dont un pour une complication, au Grand Prix de l’Horlogerie de Genève.
En 2017 et 2018, la marque remporte le Bucherer Watch Award,.

## Art & culture
En 2009, l’acteur Pierce Brosnan arbore une montre Girard-Perregaux dans le film « Remember me » ainsi que dans le film « Love is all you need » sorti en 2012.
En 2016, l’artiste LP porte une montre Girard-Perregaux dans son vidéoclip « Tightrope ».

### Personnalités
Plusieurs personnalités portent ou ont porté un modèle de Girard-Perregaux. Parmi eux figurent :
- Quentin Tarantino, réalisateur de film américain
- Pierce Brosnan, acteur irlando-américain
- Hugh Jackman, acteur australien
- Nicolas Sarkozy, président de la République française.